# YelworC
yelworC è un duo electro tedesco.
Il gruppo fu formato nel 1987 da Peter Devin e Oliver Büttner (a.k.a. Dominik van Reich). Il loro nome è preso dal nome di Aleister Crowley, e la loro musica riflette temi di magia nera, rituali religiosi, morte, e violenza.

## Storia
Il duo fece uscire un numero di demo tapes tra il 1988 e il 1990 poi finalmente furono scritturati dall'ora defunta Celtic Circle Productions (C.C.P.) e pubblicarono il loro primo album Brainstorming nel 1993.
La loro musica consiste di mixaggi con sintetizzatori tenebrosi e abrasivi dance-beats, sormontati da voci distorte e l'uso occasionale di audio sample presi da vari film dell'orrore. Il risultato musicale è uno stile analogo a quello degli Skinny Puppy, che ha ispirato molti altri gruppi di elettro-industrial e goth.
Nel 1994, dopo quella che sembrava essere una carriera promettente, gli yelworC inaspettatamente si scissero: van Reich iniziò un progetto più sperimentale amGod ("dogma" backwards) e divise l'album Half Rotten and Decayed per la C.C.P. label. Devin lottò legalmente e con successo riuscì a mantenere i diritti e l'uso del nome yelworC.
Per la scorsa decade, il materiale degli yelworC è stato messo fuori pubblicazione, e fu molto difficile da trovare, cosicché la loro musica quasi cadde nell'oscurità. La maggior parte dei fan seppe della loro "leggenda", ma non poté ascoltare la loro musica.
Per gli scorsi ultimi anni, il materiale degli yelworC poteva essere trovato solo attraverso lo scambio peer-to-peer via internet. Tuttavia nel 2004, Devin pubblicò un nuovo album in studio intitolato Trinity; la prima pubblicazione di yelworC dopo più di dieci anni (sebbene una o due canzoni apparvero su compilations). L'album, che conteneva del materiale composto durante la fine degli anni novanta, si basa sul viaggio di Dante attraverso l'inferno così come narrato nella Divina Commedia. In esso vi è anche una collaborazione come ospite di Dennis Ostermann dei In Strict Confidence per la canzone Vexilla Regis Inferni.
Esce attraverso Minuswelt il 19 ottobre 2007 l'ultimo lavoro, Icolation. La pubblicazione dei 17 pezzi avviene dopo che in luglio del 2007 era stato pubblicato l'EP Eclosion.

## Discografia
- Rising as Phoenix from its Ashes (1988) cassette demo
- The Mystery Side of Democracy (1988) cassette demo
- Flash, Wards, and Incubation (1989) cassette demo
- Dis-Cover and Con-Trol (1989) cassette demo
- A.I.W.A.S.S. (1990) cassette demo
- Satanat (1991) (Danse Macabre) cassette compilation 1987 - 1990
- Tanatas (1991) (Danse Macabre) cassette single
- Brainstorming (1992) (C.C.P./Semaphore) CD album
- Blood in Face (1993) (C.C.P./EFA) CD EP
- Brainstorming (1994) (C.C.P./EFA) CD album reissue
- Collection: 1988 - 1994 (1995) (C.C.P./EFA) CD compilation
- Trinity (2004) (Baal Records, Minuswelt Musikfabrik/Soulfood, Metropolis Records) CD album
- Eclosion (2007) (Baal Records, Minuswelt Musikfabrik/Soulfood) CD EP